# 斯洛博达 (科诺托普区)
51°11′8″N 33°37′28″E / 51.18556°N 33.62444°E
斯洛博達（羅馬化：Sloboda）是位於烏克蘭東北部的村莊，由蘇梅州科諾托普區的布林市鎮負責管轄。該村處於葉祖奇河畔，距離赫魯濟凱2公里，海拔高度152米，2001年人口3,056。